# La Passerelle (film)
Pour plus de détails, voir Fiche technique et Distribution.
La Passerelle est un film français réalisé par Jean-Claude Sussfeld et sorti en 1988.

## Synopsis
Deux voisins de palier, Jean et Cora, se rencontrent lors de l'accident dont a été victime le fils de Cora, âgé de cinq ans. Alors qu'elle tient Jean pour responsable, elle ne peut pourtant éviter de se rapprocher de lui.

## Fiche technique
- Réalisation : Jean-Claude Sussfeld
- Scénario : Paul Berthier, Jean-Claude Sussfeld, d'après un roman de Richard Wright
- Producteur : Alain Terzian
- Musique : Hervé Lavandier
- Image: Robert Fraisse
- Montage : Monique Prim
- Durée : 92 minutes
- Date de sortie en salles : 24 février 1988
- Sortie en vidéo : 1990 (Cinéma Video Conseil)[1]

## Distribution
- Pierre Arditi : Jean Nevers,
- Mathilda May : Cora Elbaz,
- Aurelle Doazan : Virginie,
- Jean-Marie Marion : Richard,
- Guillaume Souchet : Antoine,
- Jany Holt : Maminouche,
- Odette Barrois : dame B.C.B.G,
- Didier Bénureau : le gardien,
- Jean-Louis Cousseau : le pompier,
- Mami Derrieux : la vieille dame,
- Germaine Lafaille : Mlle Sanderson,
- Jean Le Duc : le chanteur,
- Pierre Lefrancois : Lucas
- Lucienne Legrand : Mme Rivoire,
- Laurence Ragon : l'infirmière,
- Muriel Robin : la gardienne.